# На записі (фільм, 1917)
На записі (англ. On Record) — американська драма режисера Роберта З. Леонарда 1917 року.

## У ролях
- Мей Мюррей — Хелен Вейн
- Том Форман — Ренд Колдер
- Люсьєн Літтлфілд
- Генрі А. Берроус — Мартін Інглтон
- Чарлз Стентон Огл — Фредерік Менсон
- Луїс Моррісон — детектив Данн
- Блісс Шевальє — місіс Колдер
- Гертруда Мейтленд — Мері Інглтон
- місіс Льюїс МакКорд
- Джейн Вульф